# Шуліка королівський
Шуліка королівський (Haliastur indus) — хижий птах родини яструбових. Поширений на Індійському субконтиненті, в Південно-Східній Азії та Австралії. Мешкає головним чином вздовж морського узбережжя та біля інших водно-болотних угідь, де живиться головним чином загиблою рибою та іншою здобиччю.

## Підвиди
Виділяють чотири підвиди королівського шуліки:
- Haliastur indus indus (Boddaert, 1783) — Південна Азія;
- Haliastur indus intermedius Blyth, 1865 — Малайський півострів, Великі та Малі Зондські острови, Сулавесі та Філіппіни;
- Haliastur indus girrenera (Vieillot, 1822) — Нова Гвінея, Архіпелаг Бісмарка та Північна Австралія;
- Haliastur indus flavirostris Condon & Amadon, 1954 — Соломонові Острови.

## Опис
Розміром приблизно з чорного шуліку. Відрізняється контрастним забарвленням — каштанового кольору більшої частини оперення, за винятком білої голови та грудей і чорних кінчиків крил. Молоді особини коричневого забарвлення. Хвіст, на відміну від чорного та рудого шулік, заокругений.

## Поширення
Доволі звичайний на Шрі-Ланці, в Непалі, Індія, Ірані, Пакистані, Бангладеш та в Південно-Східній Азії, аж до Нового Південного Уельсу в Австралії.
Мешкає переважно на рівнині однак у Гімалаях може траплятись на висоті до 1500 метрів.
Переважно осілий птах, однак в деяких частинах ареалу здійснює сезонні переміщення, пов'язані із опадами.

## Гніздування
У Південній Азії гніздування триває з грудня до квітня. В Австралії — з серпня по жовтень у сухих районах і з квітня по червень — у вологій північній частині континенту.
Характерний гніздовий консерватизм — з року в рік гніздиться на тому самому місці. Гнізда влаштовує на різних деревах, але віддає перевагу манграм. Гніздо будує з невеликих гілок, лоток вистилає листям. У кладці 2 брудно-білих або блакитно-білих яйця розміром 52×41 мм. Насиджування триває від 26 до 27 днів. Насиджує переважно самка; пташенят вигодовують обидва батьків.

## Живлення
Шуліка королівський є переважно падальником, який споживає переважно рибу та крабів, хоча інколи може полювати на живу здобич (зайці та кажани). Можуть вдаватись до клептопаразитизму, намагаючись відібрати здобич у інших видів птахів.

## Охорона
Шуліка королівський не потребує спеціальних заходів щодо охорони — відповідно до Червоного списку МСОП він має статус виду, що перебуває в найменшій загрозі.

## У культурі
У 1995 році кололівського шуліку було визнано офіційним символом Джакарти, столиці Індонезії. В індуїстської традиції його вважають одним із втілень Ґаруди — міфічного царя птахів, що зображується у вигляді орла з людським тулубом. На острові Борнео шуліка королівський символізує місцевого бога війни Сінгаланга Бурунга. За сумісництвом це грізне божество у вільний від військових дій час опікується рисоводами. 

## Галерея

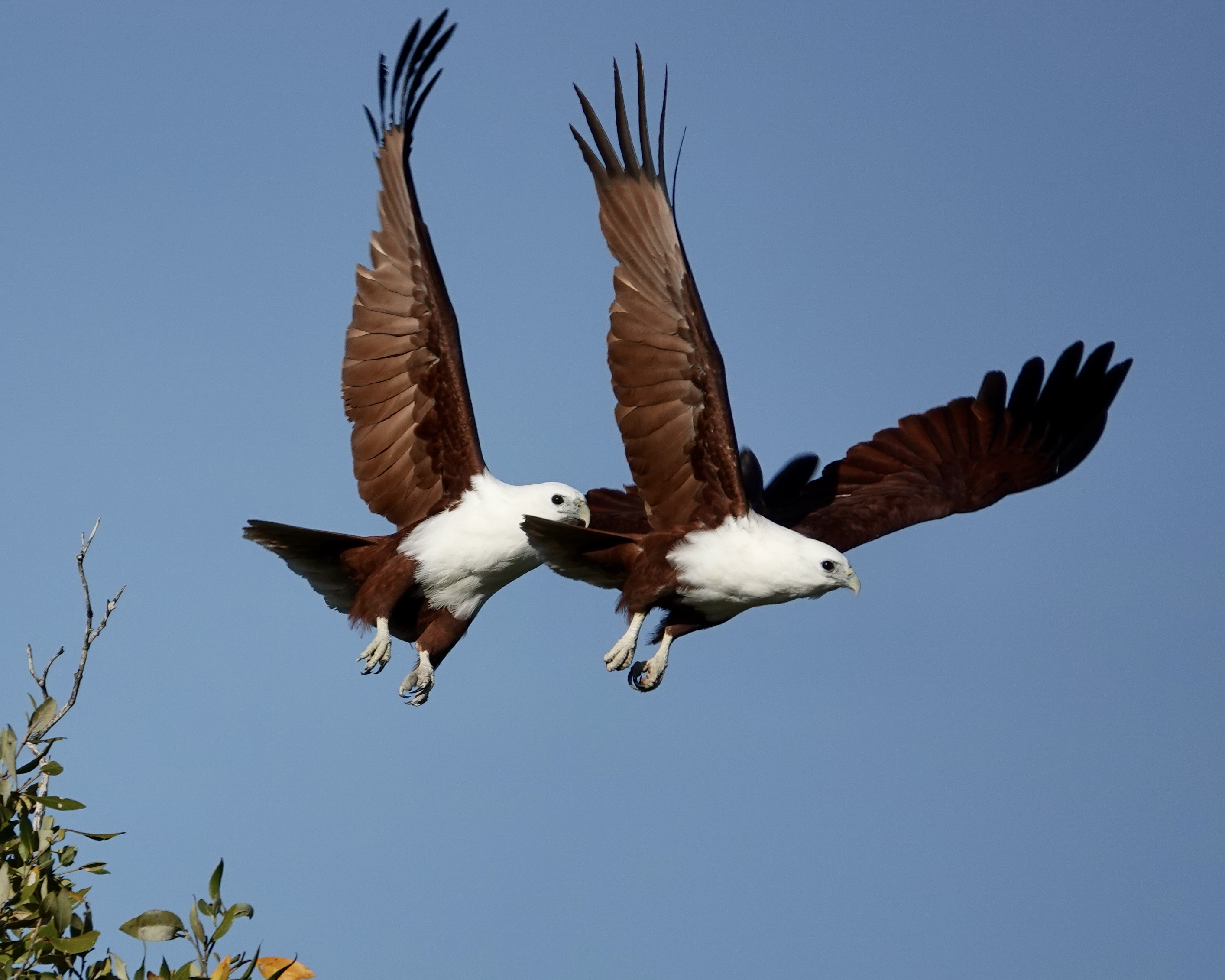
Дорослі птахи у польоті
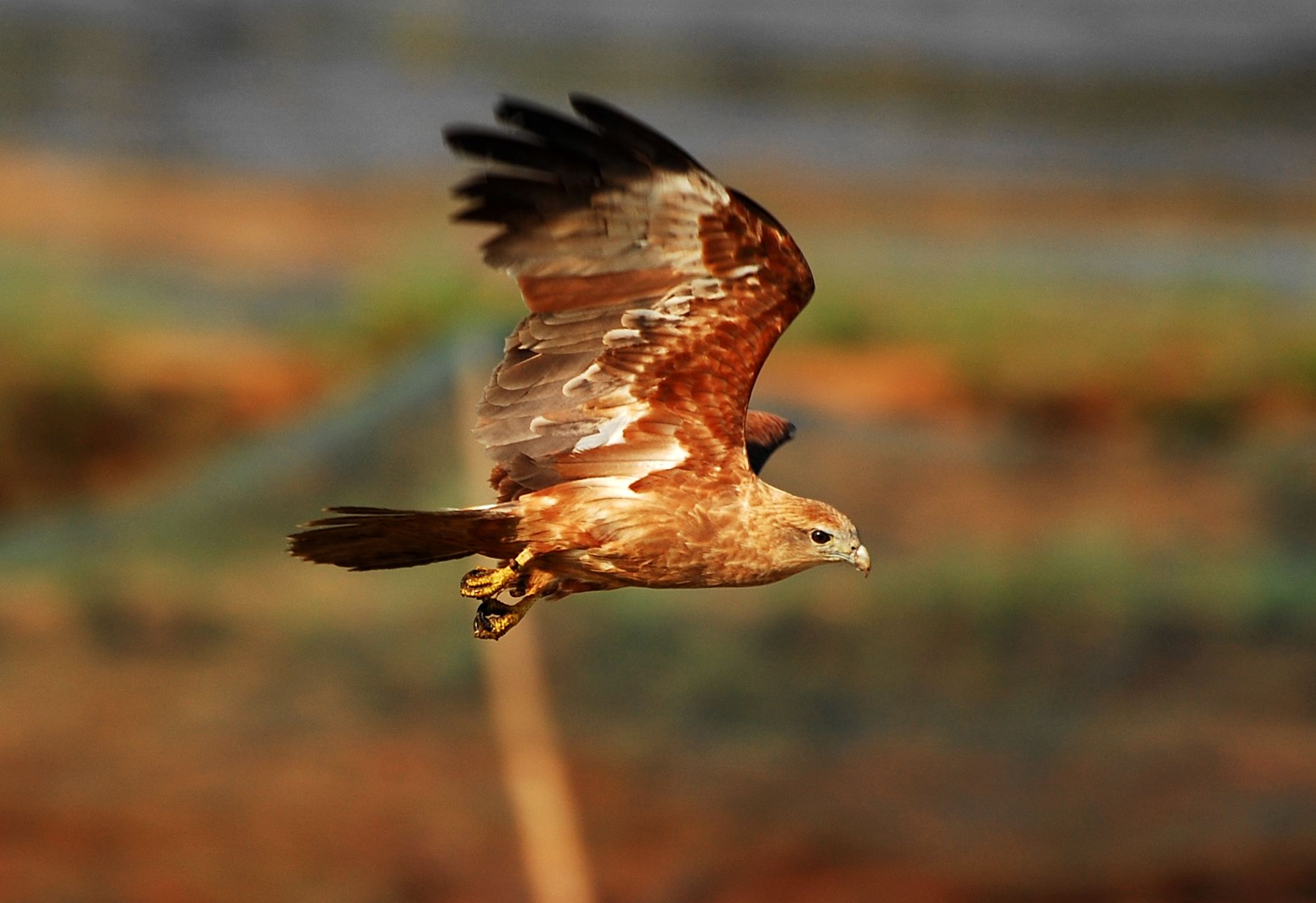
Нестатевозрілий птах
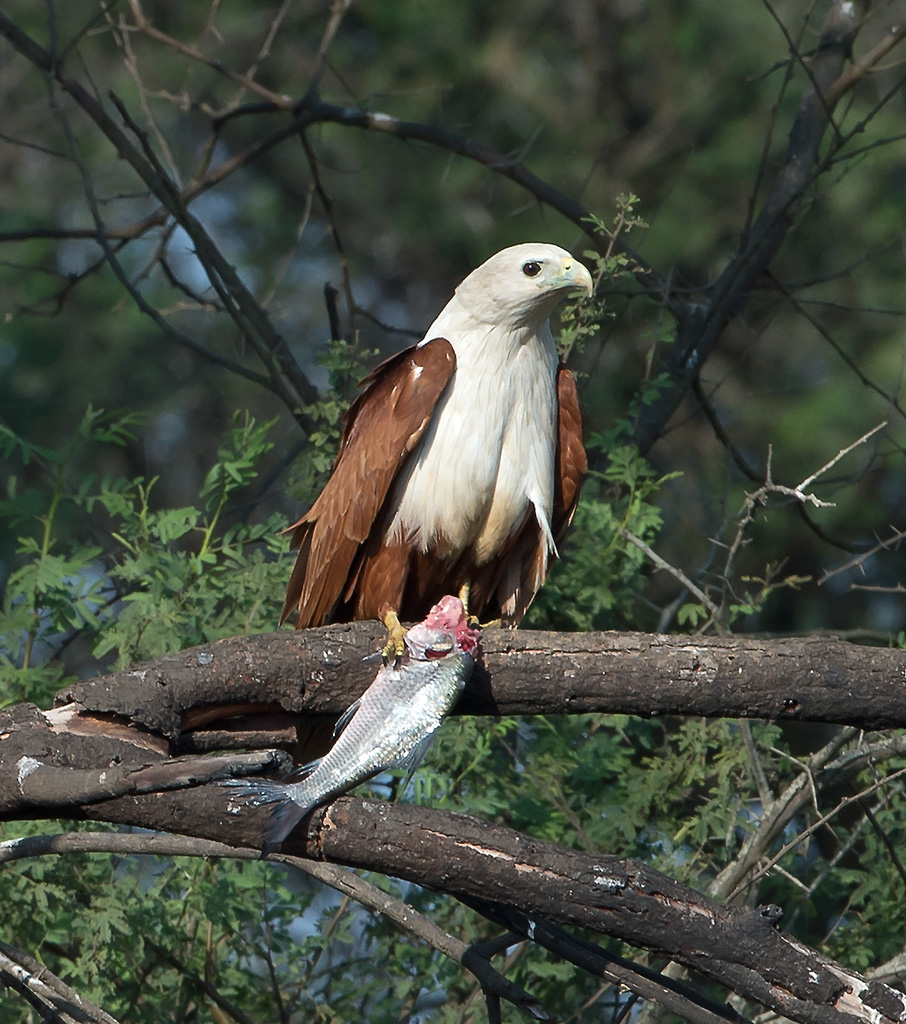
Дорослий птах зі здобиччю